# 西北绢蒿
西北绢蒿（学名：Seriphidium nitrosum）是菊科绢蒿属的植物。分布于蒙古、俄罗斯以及中国大陆的内蒙古、新疆、甘肃等地，生长于海拔1,500米的地区，多生长在盐渍化草甸附近、干山谷、路旁、戈壁、砾质坡地、山麓、洪积扇地区、干河岸、湖边以及微盐渍化的土壤上也见生长，目前尚未由人工引种栽培。

## 别名
新疆绢蒿（新疆），“察干-沙瓦格”、“察干-沙里尔日”（蒙语名）

## 异名
- Artemisia nitrosa Web. ex Stechm.
- Seriphidium nitrosum (Web. ex Stechm.) Poljak. var. gobicum (Krasch.) Y. R. Ling